# Inazuma Eleven GO Strikers 2013
Inazuma Eleven GO Strikers 2013 (イナズマイレブンGO ストライカーズ 2013?, Inazuma Irebun Gō Sutoraikāzu 2013) è il terzo videogioco per Wii appartenente alla serie di videogiochi di calcio e di ruolo Inazuma Eleven, prodotta da Level-5. È stato pubblicato in Giappone il 20 dicembre 2012.
Come i predecessori, non si inserisce nella serie principale e non ha una trama come quelli per Nintendo DS e 3DS ma permette di giocare con varie squadre viste nella serie, ha una grafica 3D e le voci dei personaggi che si sentono anche al momento dell'utilizzo delle tecniche.

## Squadre
Questa volta la squadra iniziale è la Raimon della serie Inazuma Eleven GO. Il gioco contiene molte più squadre dei predecessori, delle quali molte inedite e nuove (evidenziate in grassetto):
- Shinsei Raimon (新生? lett. "Raimon della rinascita") - la Raimon di Inazuma Eleven GO
- Raimon (雷門中?, Raimon chū, lett. "Scuola media Raimon")
- Royal Academy (帝国学園?, Teikoku Gakuen)
- Zeus (世宇子?, Zeusu)
- Second Raimon Chū (セカンド雷門中?, Sekando Raimon chū, lett. "Seconda scuola media Raimon")
- Chaos (カオス?, Kaosu)
- Alius Academy (エイリア学園?, Eiria Gakuen, "Aliea Academy")
- Dark Emperors (ダークエンペラーズ?, Dāku Enperāzu)
- Inazuma Japan (イナズマジャパン?)
- Neo Japan (ネオジャパン?)
- Sekai Senbatsu Kai (世界選抜・改? lett. "Selezione mondiale riformata") - sostituisce la Selezione All-Stars a seguito dell'introduzione della Orfeo e dei Piccoli Giganti come squadre a sé stanti, e ha quindi in sostituzione tra i suoi giocatori Giulio Acuto del Team D ed alcuni giocatori dello Zoolan Team tra cui Phil A. Minion
- Dark Star ( ダークエンジェル?, Dāku Enjeru, "Dark Angel")
- Squadra femminile (女子チーム?, Joji Chīmu, lett. "Squadra delle ragazze")
- Ogre (王牙学園?, Ōga Gakuen)
- Arions (テンマーズ?, Tenmāzu, lett. "Tenmas") - la squadra creata all'inizio di Inazuma Eleven GO Chrono Stones da Arion, Fey Rune e i suoi Dupli (degli Spiriti guerrieri "minori": una specie di cloni con fisico e caratteristiche un po' diversi dal loro creatore) per contrastare la El Dorado
- Protocol Omega (プロトコル・オメガ?, Purotokoru Omega) - squadra che unisce i giocatori di Protocollo Omega, Protocollo Omega 2.0 e Protocollo Omega 3.0
- Zanark Domain (ザナーク・ドメイン?, Zanāku Domein) - squadra comparsa in Inazuma Eleven GO Chrono Stones capitanata da Zanark Avalonic, criminale di rango S proveniente dal futuro
- Kakumei Senbatsu (革命選抜? lett. "Selezione della rivoluzione") - una squadra composta di tutti i giocatori del Cammino imperiale che si oppongono alle regole e al dominio del Quinto settore
- Fifth Sectors (フィフスセクターズ?, Fifusu Sekutāzu) - una squadra composta di tutti gli Imperiali del Quinto settore presenti nelle squadre del Cammino imperiale per controllarle
- Orfeo (Orpheus, オルフェウス?, Orufueusu) - la nazionale italiana nel Football Frontier International
- Piccoli Giganti (Little Gigant, リトルギガント?, Ritoru Giganto) - la nazionale del Cotarl nel Football Frontier International
- Inazuma Legend Japan (イナズマレジェンドジャパン?, Inazuma Rejendo Japan) - squadra che appare nel gioco Inazuma Eleven GO Chrono Stones e nel film Gekijōban Inazuma Eleven GO vs Danball senki W, composta da undici membri dell'Inazuma Japan da adulti e con nuove tecniche micidiali
- Despairadoes (デストラクチャーズ?, Desutorakuchāzu, "Destructchers") - la squadra antagonista nel film Gekijōban Inazuma Eleven GO vs Danball senki W, apparsa anche nel gioco Inazuma Eleven GO Chrono Stones
- Zero (ゼロ?)

Nota: "Chū" (中?) significa "scuola media" e "gakuen" (学園?) significa "accademia".

## Modalità di gioco
Il gioco contiene tre novità utilizzabili durante le partite:
- La modalità Armatura (化身アームド?, Keshin Āmudo, lett. "Incarnazione armata"): gli Spiriti guerrieri vengono usati dal proprio utilizzatore come un'armatura che potenzia e amplifica le abilità del giocatore che la "indossa". Introdotta in Inazuma Eleven GO Chrono Stones.
- Il Mixi Max (ミクシィマックス?, Mikushi Makkusu): due "pistole" dette Pistole Mixi Max (Mixi Max Gun, ミクシィマックスガン?, Mikushi Makkusu Gan) assorbono da un "polo negativo" l'aura di una persona o animale per fonderla con quella di un'altra persona attraverso un "polo positivo". Ciò avviene solo se il potere delle due aure è equivalente. Introdotto in Inazuma Eleven GO Chrono Stones.
- Il Tiro a catena (Chain Shoot, チェーンシュート?, Chēn Shūto): alcune tecniche di tiro danno ad un giocatore la capacità di usare, dopo che un compagno ha usato una tecnica di tiro, un'altra tecnica di tiro per potenziarlo. Introdotto in Inazuma Eleven 3.
- La possibilità di rispondere agli attacchi avversari. Ad esempio se un personaggio dovesse utilizzare una mossa offensiva, si potrà contrastare la mossa scuotendo il telecomando Wii (se il personaggio dispone di una mossa che possa contrastare l'avversario).

In più, ogni giocatore ha una barra chiamata Kakusei (かくせい? lett. "Risveglio"),che gli fa raggiungere tre livelli: base (quello di partenza), 1 e 2. Alcuni personaggi hanno anche il livello 3. Quando si raggiunge un nuovo livello, aumentano le statistiche base del giocatore e per alcuni si possono sbloccare qualità particolari quali l'Armatura e nuovi tipi di Mixi Max.
Inoltre la modalità "storia" è cambiata. Ora non è più il "Campionato" (たいかい?, Taikai, lett. "Torneo") quello da completare ma la modalità "Caravan" (キャラバン?, Kyaraban, inteso come "viaggio", "percorso") e invece di affrontare semplicemente le squadre ci si deve muovere su una delle tre mappe, denominate "Percorso della Raimon", "Percorso della Inazuma Japan" e "Percorso della Shinsei Raimon", nelle quali si possono affrontare alcuni personaggi in minigiochi (gli stessi della modalità Allenamento) anche nuovi e vincere oggetti, quali punti o gli incrementatori di statistiche, trovare nuovi allenatori o manager e battere le squadre avversarie ottenendo la loro maglia e, altra caratteristica nuova, lo stemma. Infatti un'altra novità è la possibilità di scegliere maglia e stemma indipendentemente l'una dall'altro: per esempio, si può giocare con la maglia della Royal Academy mentre si ha lo stemma dei Piccoli Giganti. Sono stati aggiunti anche tre nuovi allenatori: Alex Zabel, Byron Love adulto e Clark von Wunderbar.
Battendo la Raimon si ottiene lo "stemma dell'originale club di calcio Raimon", mediante il quale si potrà scegliere se stare nel club originale (quello della serie principale) della Raimon o quello nuovo di Inazuma Eleven GO.
Vi è anche una modalità "Campionato" che ha sei tornei, i quali sono dipendenti dalle squadre affrontate e battute nella modalità "Caravan". È stata aggiunta anche l'opzione Kasenshiki (かせんしき? lett. "Letto del fiume secco"), dove si trovano la modalità Tokkun (とっくん? lett. "Allenamento"), quella Shiai (しあい? lett. "Partita") e lo Shugyō (しゅぎょう? lett. "Addestramento"). In questa modalità ci si ritrova sulla riva artificiale del fiume dove si trova il campo nel quale si allena la Inazuma Kids FC.
I comandi sono quelli dei giochi precedenti con l'aggiunta di quello per usare il Mixi Max: bisogna tenere premuto il tasto dei numeri se si gioca con solo il Wiimote, la croce direzionale se si gioca con Wiimote e Nunchuk o il tasto A se si gioca col Classic Controller più il Wiimote.